# Willem Usselincx
Willem Usselincx (1567-1647) was een Antwerps zakenman. Hij verbleef lange tijd in Spanje, Portugal en op de Azoren. Hij zag daar de rijkdom van de koloniën. Enige tijd na de Val van Antwerpen trok hij, zoals veel van zijn - calvinistische - stadsgenoten, naar de Noordelijke Nederlanden, in eerste instantie naar Middelburg. Hij was ervan overtuigd dat de opstandige Nederlanden koloniën moesten zoeken om de Spanjaarden te verslaan. In 1621 stond hij mee aan de wieg van de West-Indische Compagnie, plannen die hij al in 1600 op papier had gezet. Zijn bedoelingen waren niet in de eerste plaats commercieel. Hij wenste in de Nieuwe Wereld een nieuwe en betere samenleving tot stand te zien komen. Duizenden Nederlanders wenste hij te zien uitwijken. Geen wingewest, maar een tweede Nederland (Nieuw-Nederland) wilde hij laten ontstaan. Hij werd hiervoor echter onvoldoende gesteund. Met behulp van vooral Zweedse steun richtte hij ook de Zweedse Zuid Compagnie op, dewelke instrumenteel was bij de oprichting van Nieuw-Zweden.
Hij is omstreeks 1647 gestorven, nadat hij volledig geruïneerd was na het droogleggen van de Beemster. Hij is geboren in de Zuidelijke Nederlanden 1 jaar voor het uitbreken van de Tachtigjarige Oorlog en is gestorven op 80-jarige leeftijd, één jaar voor het einde van de oorlog. Ondanks zijn droom van een nieuw Nederland en een nieuw Zweden (in samenspraak met de Nederlanden), in zijn onvermoeibare strijd tegen de Spaanse onderdrukker van zijn vaderland, heeft hij veel leed gedragen en is hij in armoede gestorven.
|  |  |  |

## Erkenning
- De Usselincxhaven te Amsterdam werd naar hem vernoemd.
- De Usselincxstraat in Den Haag draagt zijn naam.
- De Usselincxsemaas in Eindhoven is naar zijn achternaam vernoemd.